# Dulovo
Dulovo (bulgariska: Дулово) är en ort i Bulgarien.   Den ligger i kommunen Obsjtina Dulovo och regionen Silistra, i den nordöstra delen av landet, 300 km öster om huvudstaden Sofia. Dulovo ligger 226 meter över havet och antalet invånare är 6 788.
Terrängen runt Dulovo är platt. Runt Dulovo är det ganska glesbefolkat, med 36 invånare per kvadratkilometer.. Dulovo är det största samhället i trakten.
Trakten runt Dulovo består till största delen av jordbruksmark.